# Артистона
Артистона (Ирташдуна) (др.-греч. Ἀρτυστώνη, эламск. Ir-taš-du-na, Ir-da-iš-du-na) — дочь персидского царя Кира Великого, жена Дария I.

## Биография
Согласно Геродоту, после своего восхождения на трон в 522 году до н. э. Дарий I взял в супруги знатнейших персиянок, в том числе дочь Кира Великого Артистону, бывшую, в отличие от своей сестры Атоссы, девственницей. По словам «отца истории», Артистона являлась любимой женой Дария. В этом браке родились Арсам и Гобрий, в 480—479 годах до н. э. принявшие участие в походе своего единокровного брата Ксеркса I в Грецию, а также Артозостра.
Из Персепольских фортификационных табличек известно, что Ирташдуна деятельно управляла своими владениями, находившимися на территори Персиды и Элама. Хотя некоторые исследователи, например Дж. Камерон, считают, что речь идёт о дочери Дария с тем же именем (возможно, подразумевается Артазостра - Олмстед А.) По мнению В. Ф. М. Хенкельмана, Ирташдуна была главной представительницей ветви Теиспидов после гибели отца и братьев.

## В искусстве
Артистона является героиней одноименной пьесы А. П. Сумарокова.